# ケツァル (通貨)
ケツァル（Quetzal）は、グアテマラの通貨単位。国際通貨コード(ISO 4217)はGTQ。補助通貨単位はセンタボ(centavo)で、1ケツァル=100センタボ。それぞれ、日本語ではケツァール、センターボと記載することもある。
名前はグアテマラの国鳥、キヌバネドリ科のケツァールから取られている。

## 歴史
ケツァルは1925年にホセ・マリア・オレリャナ大統領の政権下で、これまで使用されていたペソが旧フランス・フランとの連動関係解消後下落が進んだ為、替わって導入された。大統領自身が1ケツァル紙幣の肖像となった。
1987年まで米ドルとペッグを維持し、ほぼ1米ドル=1ケツァルであった。現在は変動相場制に移行している。

## 紙幣
紙幣は、グアテマラ中央銀行によってケツァル導入当初、1、2、5、10、20、100ケツァルの額面で発行され、1/2ケツァル紙幣は1933年に追加された。1946年に紙幣の発行はグアテマラ銀行に移管され、元の紙幣の上に銀行名を追加印刷した。1967年に導入された50ケツァル紙幣を除くと、1990年代の1/2、1ケツァル硬貨導入まで紙幣の額面はほとんど変化しなかった。
全ての紙幣の表面には通貨名の元になったグアテマラの国鳥ケツァールがデザインされている。
紙幣の表右上にはグアテマラの文化史にちなみ、マヤ数字で額面の数字を表記している。
2007年には1ケツァル紙幣、2011年には5ケツァル紙幣でポリマー紙幣の発行が開始された。500、1000ケツァル紙幣のデザインについては現在議会で審議中となっている。

### 現在の紙幣

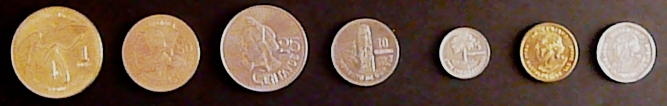
ケツァル硬貨

| 表 |  | 1/2ケツァル（0.50ケツァル） | 茶       | マヤ・キチェ王国の武将テクン・ウマン（Tecún Umán）                                                                                            | ティカル・1号神殿                                                        | 現在流通していないが、使用可能           |
| 表 |  | 1ケツァル                   | 緑       | ホセ・マリア・オレリャナ大統領（José María Orellana）                                                                                         | グアテマラ銀行本店ビル                                                   | 2007年8月よりポリマー紙幣に変更になった  |
| 表 |  | 5ケツァル                   | 紫       | フスト・ルフィーノ・バリオス大統領（Justo Rufino Barrios）                                                                                    | 学校教育                                                                 | 2011年11月よりポリマー紙幣に変更になった |
| 表 |  | 10ケツァル                  | 赤       | ミゲル・ガルシア・グラナドス大統領（Miguel García Granados）                                                                                  | 1872年グアテマラ国会の様子                                               |                                          |
| 表 |  | 20ケツァル                  | 青       | 中央アメリカ連邦共和国マリアーノ・ガルベスグアテマラ州統領（Mariano Gálvez）                                                                  | 中央アメリカ独立宣言に署名                                               |                                          |
| 表 |  | 50ケツァル                  | オレンジ | カルロス・ザクリソン財務大臣（Carlos Zachrisson）                                                                                             | コーヒー産業の重要性                                                     |                                          |
| 表 |  | 100ケツァル                 | セピア   | グアテマラ総督領初の司教フランシスコ・マロキン（Francisco Marroquín）サン・カルロス大学創立者                                                 | アンティグアに創設されたグアテマラ初の大学                               |                                          |
| 表 |  | 200ケツァル                 | 水色     | 音楽家セバスティアン・ウルタード（Sebastian Hurtado）、マリアーノ・バルベルデ（Mariano Valverde）、ヘルマン・アルカンタラ（German Alcántara） | グアテマラ発祥の楽器マリンバ、アルカンタラ作曲の「La Flor del Café」楽譜 |                                          |

## 硬貨
硬貨は、現在1、5、10、25、50センタボ、1ケツァルが発行されている。1925年には現在と同じ1、5、10、25、50センタボ、1ケツァルが発行されたが1ケツァル硬貨は発行中止となりほとんどが溶解処分された。1932年に1/2センタボ、2センタボ硬貨が導入された。1998年に再び50センタボ、1ケツァルが導入された。
1ケツァル硬貨は、1996年の内戦終結の和平合意を記念し、「Paz Firme y Duradera（恒久的和平）」「1996年12月29日」と言う文字と「Paz（平和）」と言う文字を鳥の形にあしらったデザインとなっている。50センタボ硬貨はグアテマラの国花モンハ・ブランカ（リカステ・スキンネリ、スペイン語：Monja blanca、ランの一種）があしらわれている。